# Baiba
Baiba (kinesiska: 百巴, 百巴镇) är en köping i Kina. Den ligger i den autonoma regionen Tibet, i den sydvästra delen av landet, omkring 260 kilometer öster om regionhuvudstaden Lhasa. Antalet invånare är 3 748. Befolkningen består av 1 879 kvinnor och 1 869 män. Barn under 15 år utgör 26,0 %, vuxna 15-64 år 68 %, och äldre över 65 år 4,0 %.
Runt Baiba är det mycket glesbefolkat, med 5 invånare per kvadratkilometer. Det finns inga andra samhällen i närheten. I omgivningarna runt Baiba växer i huvudsak blandskog.
Genomsnittlig årsnederbörd är 1 326 millimeter. Den regnigaste månaden är juni, med i genomsnitt 282 mm nederbörd, och den torraste är december, med 2 mm nederbörd.